# Dominique Bettenfeld
Pour les articles homonymes, voir Bettenfeld.
Dominique Bettenfeld est un acteur français. Il est révélé par Jean-Pierre Jeunet dans Delicatessen, puis par Jan Kounen avec Dobermann.

## Filmographie

### Cinéma
- 1990 : Dancing Machine de Gilles Béhat
- 1991 : Delicatessen de Jean-Pierre Jeunet et Marc Caro : Troglodiste
- 1994 : Vibroboy de Jan Kounen : Léon/Vibroboy
- 1994 : Captain X de Jan Kounen : le capitaine
- 1995 : La Cité des enfants perdus de Jean-Pierre Jeunet et Marc Caro : Bogdan
- 1996 : Un samedi sur la terre de Diane Bertrand : Bobby
- 1997 : Dobermann de Jan Kounen : Élie Frossard, dit "l'abbé"
- 1999 : Le Créateur de Albert Dupontel : Jésus
- 2000 : Les Rivières pourpres de Mathieu Kassovitz  : un policier
- 2000 : Marie, Nonna, la vierge et moi de Francis Renaud : Daniel
- 2001 : Le Fabuleux Destin d'Amélie Poulain de Jean-Pierre Jeunet : le voisin d'Amélie
- 2002 : La Sirène rouge de Olivier Megaton : Mitja
- 2002 : Mes copines de Sylvie Ayme
- 2002 : Une affaire privée de Guillaume Nicloux : joueur de poker
- 2003 : Cette femme-là de Guillaume Nicloux : Dalton 2
- 2004 : Un long dimanche de fiançailles de Jean-Pierre Jeunet: Ange Bassignano
- 2004 : Atomik Circus, le retour de James Bataille de Didier Poiraud et Thierry Poiraud : Peter Cheval
- 2004 : Blueberry, l'expérience secrète de Jan Kounen : l'homme sans dent
- 2005 : La Boîte noire de Richard Berry : le policier
- 2005 : Edy de Stéphan Guérin-Tillié : le client du bar
- 2005 : L'Amour aux trousses de Philippe de Chauveron: Pardo
- 2005 : Voici venu le temps de Alain Guiraudie : Manjas Kebir
- 2006 : Enfermés dehors de Albert Dupontel : sergent Kur
- 2007 : 99 francs de Jan Kounen : Jean-Christian Gagnant
- 2007 : Hannibal Lecter : Les Origines du mal  de Peter Webber : Chef
- 2007 : La Môme de Olivier Dahan : Albert
- 2007 : Pars vite et reviens tard de Régis Wargnier : Castillon
- 2007 : Truands de Frédéric Schoendoerffer : le détenu
- 2008 : Dante 01 de Marc Caro : BR
- 2009 : Micmacs à tire-larigot de Jean-Pierre Jeunet : le partenaire de la strip-teaseuse
- 2010 : Eject de Jean-Marc Vincent : chef scout
- 2010 : Paris by night of the living dead de Grégory Morin : le prêtre
- 2011 : Nuit blanche de Frédéric Jardin : Alex
- 2011 : Polaroid song (CM) de Alphonse Giorgi et Yann Tivrier : Pascal Julliard
- 2012 : Les Infidèles, Film à sketches : homme camionnette
- 2013 : Les Rencontres d'après minuit de Yann Gonzalez : un policier
- 2014 : Super Z de Julien de Volte et  Arnaud Tabarly : Cornélius
- 2015 : Les Premiers, les Derniers de Bouli Lanners : homme téléphone
- 2020 : Mon Cousin de Jan Kounen : professeur de boxe
- 2023 : Vaincre ou mourir de Vincent Mottez et Paul Mignot : Geôlier de Charette

### Télévision
- 2000 : Les Redoutables  - épisode : Prime Time : Moumoute
- 2001 : Commissariat Bastille  - épisode :  En toute innocence
- 2001 : Police District
- 2002 : Avocats et Associés  - épisode : Celle par qui le scandale arrive : Mr Grousset
- 2004 : Franck Keller  - épisode : Une femme blessée : Gamelin
- 2004 : Mortelle Conviction de Jean-Teddy Filippe (TV) : Jean-François Darmont
- 2006 : Le Cri  (mini série télévisée) : Huguet
- 2009 : Braquo (série télévisée)  - 3 épisodes : 
  - Tangente : Janko
  -  Loin derrière la nuit  : Janko
  - L'autre rive  : Joseph Sankovic
- 2009 : L'École du pouvoir de Raoul Peck (TV) : l'ingénieur
- 2010 : Profilage  - épisode : '
- 2010 : La Fille du silence  (TV)
- 2012 : Un flic  - épisode :  La veuve noire : Gérard
- 2013 : Les Limiers  - épisode : Prédateur : José Palatino
- 2014 : Engrenages (saison 5)
- 2017 : Les Témoins (saison 2) : Martin Souriau
- 2018 : Victor Hugo, ennemi d’État de Jean-Marc Moutout

## Festivals
- Membre du jury pour les courts-métrages au 4e Festival International du Film Fantastique d'Audincourt (Bloody week-end) en 2013.